# رسول (نام کوچک)
رسول به معنای فرستاده، نبی و پیامبر، نامی برای مردان است. افراد شاخص با این نام از این قرارند:
- رسول جعفریان
- رسول خادم
- رسول رئیسی
- سید رسول حسینی
- رسول ملاقلی‌پور
- رسول صدرعاملی
- رسول نجفیان
- رسول کربکندی
- رسول کر
- رسول تقیان